# Letní paralympijské hry 1972
Letní paralympijské hry 1972, oficiálně IV. letní paralympijské hry (německy  Paralympische Sommerspiele 1972), se konaly v západoněmeckém Heidelbergu. Slavnostní zahájení proběhlo 2. srpna 1972, ukončení se pak uskutečnilo 11. srpna 1972.

## Seznam sportů
| - Lukostřelba - Atletika - Dartchery | - Goalball - Bowls - Vzpírání | - Snooker - Plavání - Stolní tenis | - Basketbal (vozíčkáři) - Šerm (vozíčkáři) |

## Pořadí národů
| Pořadí | Země                  | Zlato | Stříbro | Bronz | Celkem |
| ------ | --------------------- | ----- | ------- | ----- | ------ |
| 1      | Západní Německo       | 28    | 17      | 22    | 67     |
| 2      | USA                   | 17    | 27      | 30    | 74     |
| 3      | Spojené království    | 16    | 15      | 21    | 52     |
| 4      | Jihoafrická republika | 16    | 12      | 13    | 41     |
| 5      | Nizozemsko            | 14    | 13      | 11    | 38     |
| 6      | Polsko                | 14    | 12      | 7     | 33     |
| 7      | Francie               | 10    | 8       | 15    | 33     |
| 8      | Izrael                | 9     | 10      | 9     | 28     |
| 9      | Itálie                | 8     | 4       | 5     | 17     |
| 10     | Jamajka               | 8     | 3       | 4     | 15     |
| 30     | Československo        | 0     | 0       | 1     | 1      |

## Československo na LPH 1972
Československo reprezentovalo 19 paralympioniků.
Českoslovenští medailisté
| Medaile | Sportovec             | Sport    |
| ------- | --------------------- | -------- |
| Bronz   | Dana Véleová-Chmelová | atletika |